# Bonnétage
Bonnétage est une commune française située dans le département du Doubs, la région culturelle et historique de Franche-Comté et la région administrative Bourgogne-Franche-Comté.

## Géographie

### Relief
Le point culminant de la commune de Bonnétage est le Grand Mont, à 1 049 mètres d'altitude.

### Climat
Pour des articles plus généraux, voir Climat de la Bourgogne-Franche-Comté et Climat du Doubs.
En 2010, le climat de la commune est de type climat de montagne, selon une étude du Centre national de la recherche scientifique s'appuyant sur une série de données couvrant la période 1971-2000. En 2020, Météo-France publie une typologie des climats de la France métropolitaine dans laquelle la commune est exposée à un climat de montagne ou de marges de montagne et est dans la région climatique  Jura, caractérisée par une forte pluviométrie en toutes saisons (1 000 à 1 500 mm/an), des hivers rigoureux et un ensoleillement médiocre. 
Pour la période 1971-2000, la température annuelle moyenne est de 7,3 °C, avec une amplitude thermique annuelle de 16,6 °C. Le cumul annuel moyen de précipitations est de 1 431 mm, avec 12,5 jours de précipitations en janvier et 11,3 jours en juillet. Pour la période 1991-2020, la température moyenne annuelle observée sur la station météorologique de Météo-France la plus proche, « Le Russey », sur la commune du Russey à 2 km à vol d'oiseau, est de 7,9 °C et le cumul annuel moyen de précipitations est de 1 667,0 mm. 
La température maximale relevée sur cette station est de 36 °C, atteinte le 25 juillet 2019 ; la température minimale est de −32 °C, atteinte le 9 janvier 1985,,. 
Les paramètres climatiques de la commune ont été estimés pour le milieu du siècle (2041-2070) selon différents scénarios d'émission de gaz à effet de serre à partir des nouvelles projections climatiques de référence DRIAS-2020. Ils sont consultables sur un site dédié publié par Météo-France en novembre 2022.

## Urbanisme

### Typologie
Au 1er janvier 2024, Bonnétage est catégorisée commune rurale à habitat dispersé, selon la nouvelle grille communale de densité à 7 niveaux définie par l'Insee en 2022.
Elle est située hors unité urbaine et hors attraction des villes,.

### Occupation des sols
L'occupation des sols de la commune, telle qu'elle ressort de la base de données européenne d’occupation biophysique des sols Corine Land Cover (CLC), est marquée par l'importance des territoires agricoles (62,3 % en 2018), en diminution par rapport à 1990 (65,1 %). La répartition détaillée en 2018 est la suivante : 
prairies (59 %), forêts (33 %), zones urbanisées (4,6 %), zones agricoles hétérogènes (3,3 %), milieux à végétation arbustive et/ou herbacée (0,1 %). L'évolution de l’occupation des sols de la commune et de ses infrastructures peut être observée sur les différentes représentations cartographiques du territoire : la carte de Cassini (XVIIIe siècle), la carte d'état-major (1820-1866) et les cartes ou photos aériennes de l'IGN pour la période actuelle (1950 à aujourd'hui).

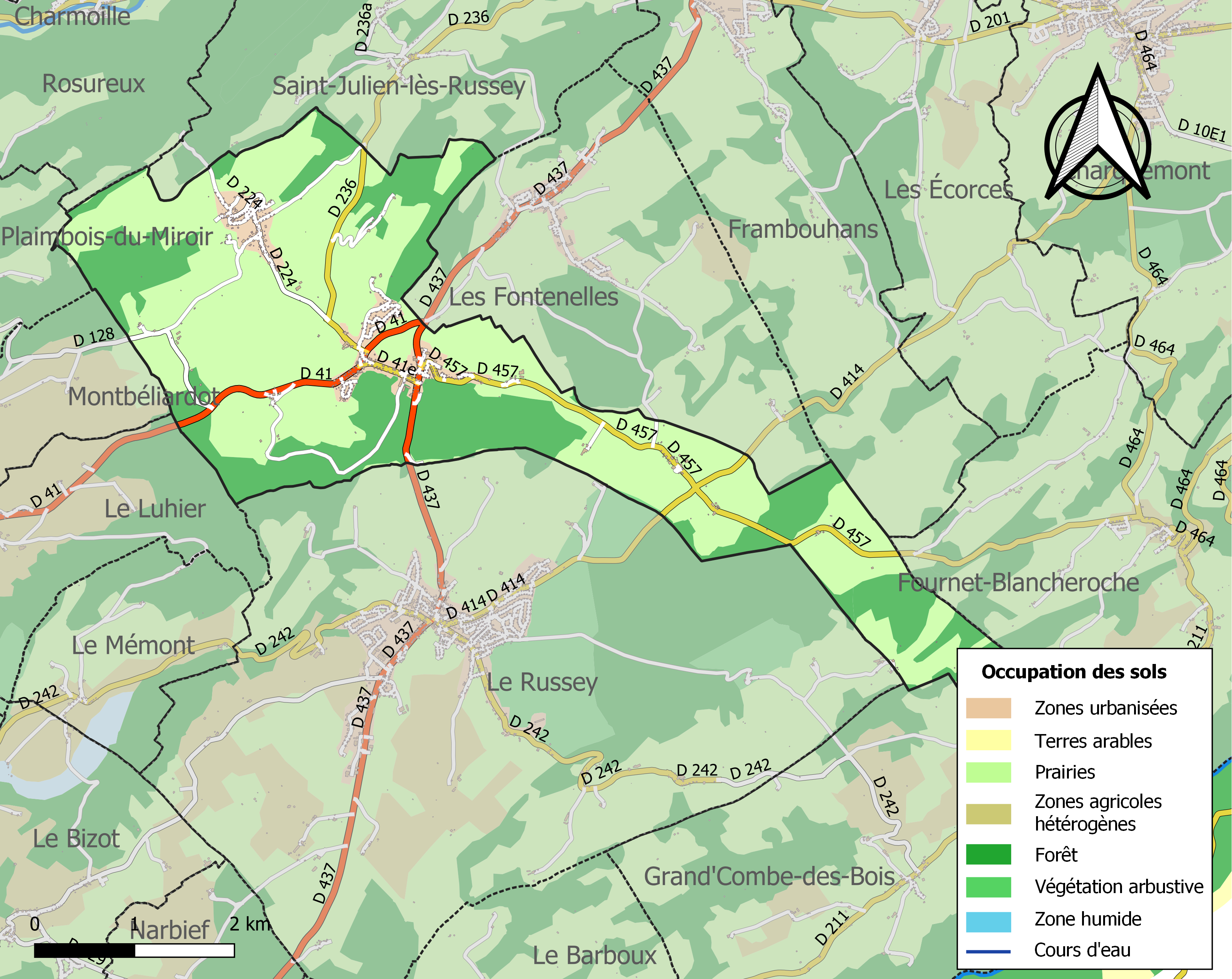
Carte des infrastructures et de l'occupation des sols de la commune en 2018 (CLC).

## Toponymie
Bono Estage, Bonnestaige en 1345 ; Bono Stagio au XIVe siècle ; Bonnestage en 1383 ; Bonnestaige en 1429 ;  Bonestagio en 1545 ; Bonestaigne au XVIe siècle : Bonnétage depuis 1475.

## Histoire
La commune porte le nom de Bonnétage car elle comporte plusieurs paliers, un relief qui s'étend sur 10 kilomètres de long.

## Politique et administration
| Période                                  | Période  | Identité        | Étiquette | Qualité                                                     |
| ---------------------------------------- | -------- | --------------- | --------- | ----------------------------------------------------------- |
| 1995                                     |          | Paul Glasson    |           |                                                             |
| mars 2001                                | 2014     | André Guillaume |           |                                                             |
| mars 2014                                | mai 2020 | Stéphane Vermot | SE        | Architecte                                                  |
| mai 2020                                 | En cours | Valérie Pagnot  | DVG       | Juriste dans une association consacrée aux transfrontaliers |
| Les données manquantes sont à compléter. |          |                 |           |                                                             |

## Démographie
L'évolution du nombre d'habitants est connue à travers les recensements de la population effectués dans la commune depuis 1793. Pour les communes de moins de 10 000 habitants, une enquête de recensement portant sur toute la population est réalisée tous les cinq ans, les populations de référence des années intermédiaires étant quant à elles estimées par interpolation ou extrapolation. Pour la commune, le premier recensement exhaustif entrant dans le cadre du nouveau dispositif a été réalisé en 2004.

En 2022, la commune comptait 1 001 habitants, en évolution de +12,85 % par rapport à 2016 (Doubs : +1,88 %, France hors Mayotte : +2,11 %).
| 1793 | 1800 | 1806 | 1821 | 1831 | 1836 | 1841 | 1846 | 1851 |
| ---- | ---- | ---- | ---- | ---- | ---- | ---- | ---- | ---- |
| 517  | 466  | 516  | 515  | 570  | 573  | 586  | 602  | 714  |

| 1856 | 1861 | 1866 | 1872 | 1876 | 1881 | 1886 | 1891 | 1896 |
| ---- | ---- | ---- | ---- | ---- | ---- | ---- | ---- | ---- |
| 656  | 668  | 667  | 660  | 690  | 700  | 681  | 700  | 666  |

| 1901 | 1906 | 1911 | 1921 | 1926 | 1931 | 1936 | 1946 | 1954 |
| ---- | ---- | ---- | ---- | ---- | ---- | ---- | ---- | ---- |
| 646  | 640  | 614  | 534  | 533  | 525  | 524  | 510  | 537  |

| 1962 | 1968 | 1975 | 1982 | 1990 | 1999 | 2004 | 2006 | 2009 |
| ---- | ---- | ---- | ---- | ---- | ---- | ---- | ---- | ---- |
| 618  | 604  | 642  | 640  | 657  | 674  | 714  | 739  | 768  |

| 2014 | 2019 | 2022  | - | - | - | - | - | - |
| ---- | ---- | ----- | - | - | - | - | - | - |
| 872  | 978  | 1 001 | - | - | - | - | - | - |

## Culture locale et patrimoine

### Lieux et monuments
- L'église Saint-Antoine de Village-Haut possède plusieurs éléments recensés dans la base Palissy : retable du bas-côté nord, tableau (L'Institution du Scapulaire), cloche du XVIIe siècle, maître-autel, tabernacle, exposition, retable, retable du bas-côté sud, tableau (Les Mystères du Rosaire).
- L'église Notre-Dame-de-Lorette des Cerneux-Monnot.
- Au village bas, la maison natale du père Antoine-Sylvestre Receveur. Celui-ci a donné tous ses biens en 1787 à son frère Jérôme Ambroise. C'est en 1836 que la propriétaire qui l'a reçue en héritage de ses parents décide de la donner au Bureau de charité ou de bienfaisance à son décès qui survient l'année suivante.

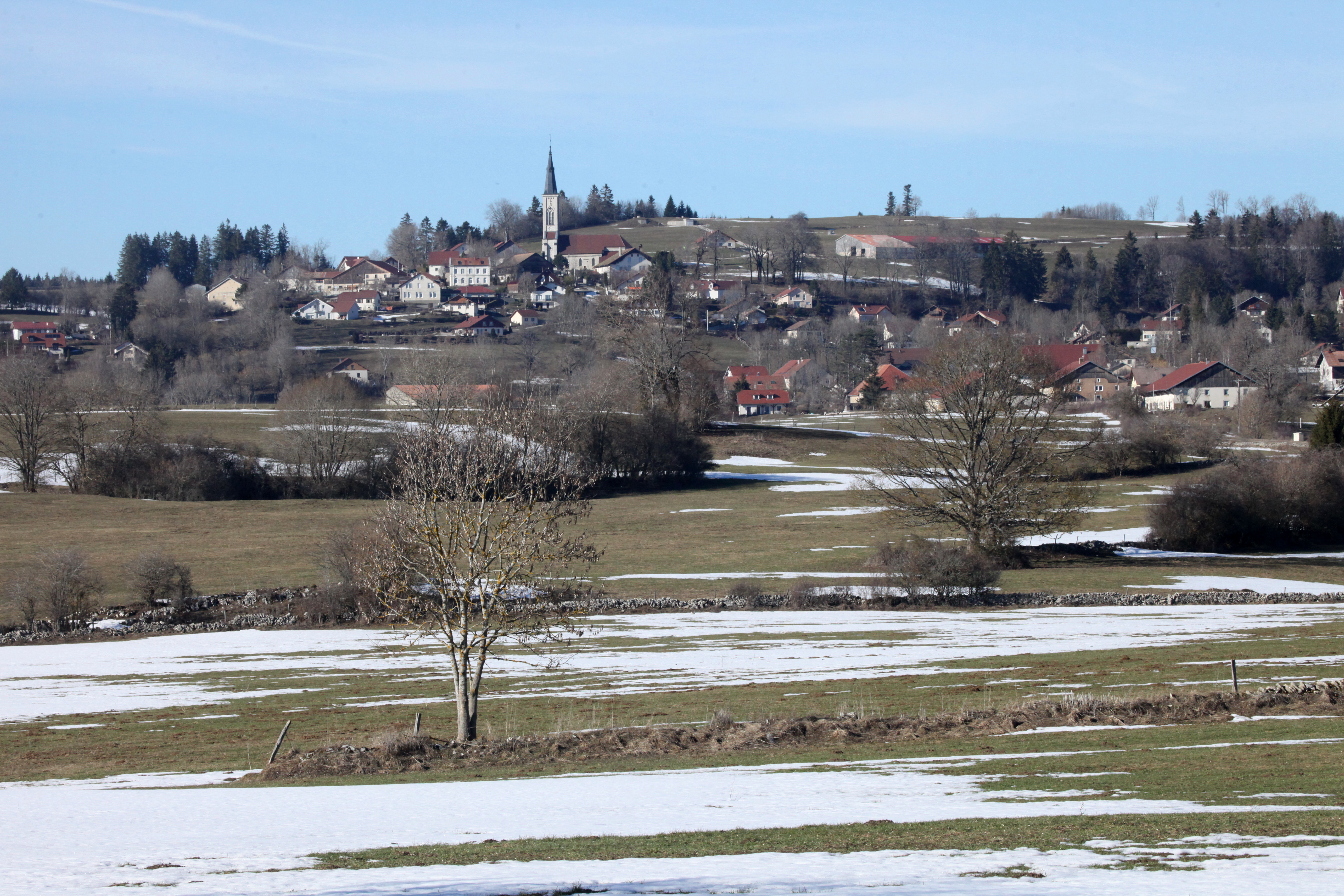
Vue du village.
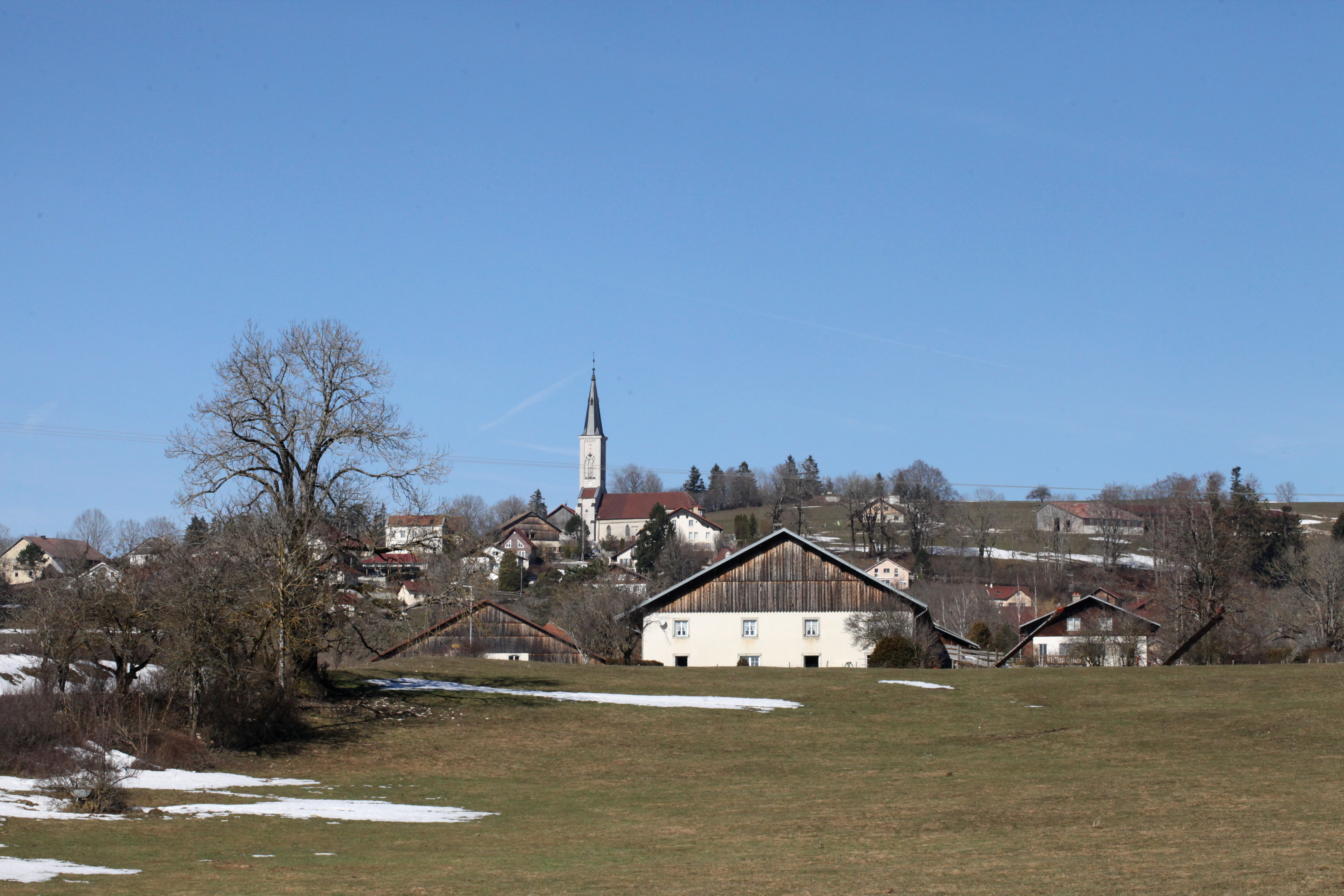
Vue du village.
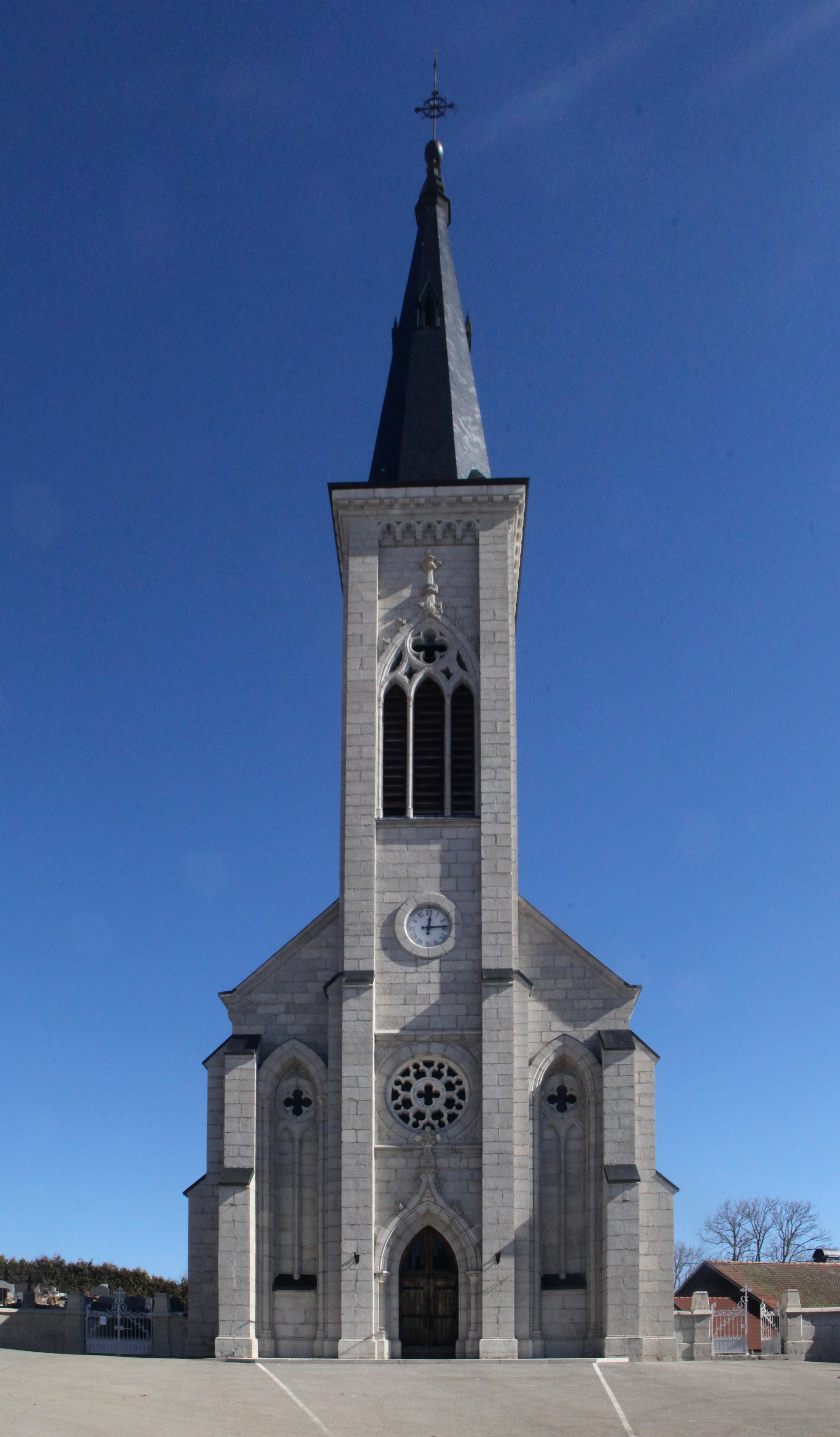
Eglise du village haut.
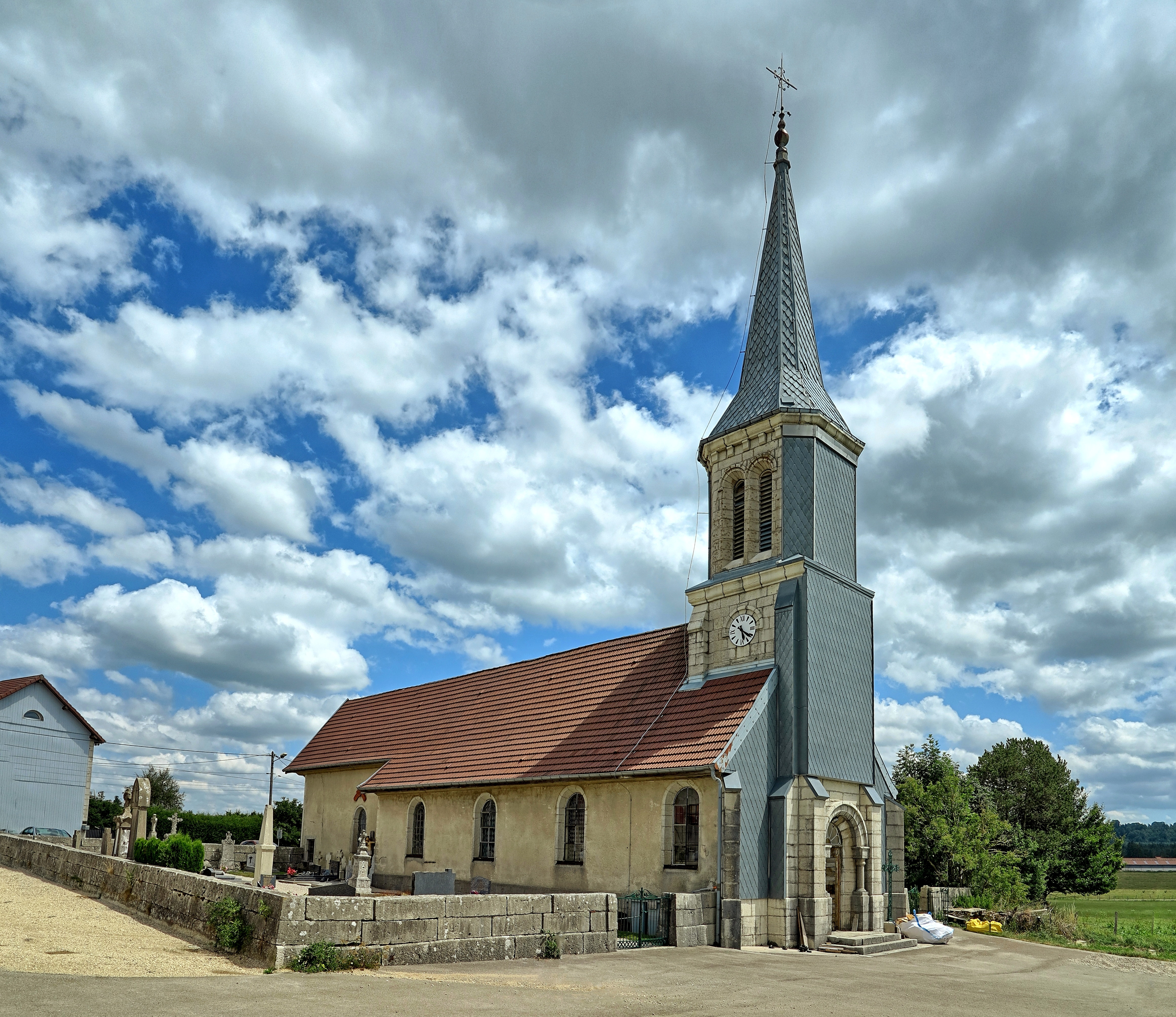
L'église des Cerneux-Monnot.
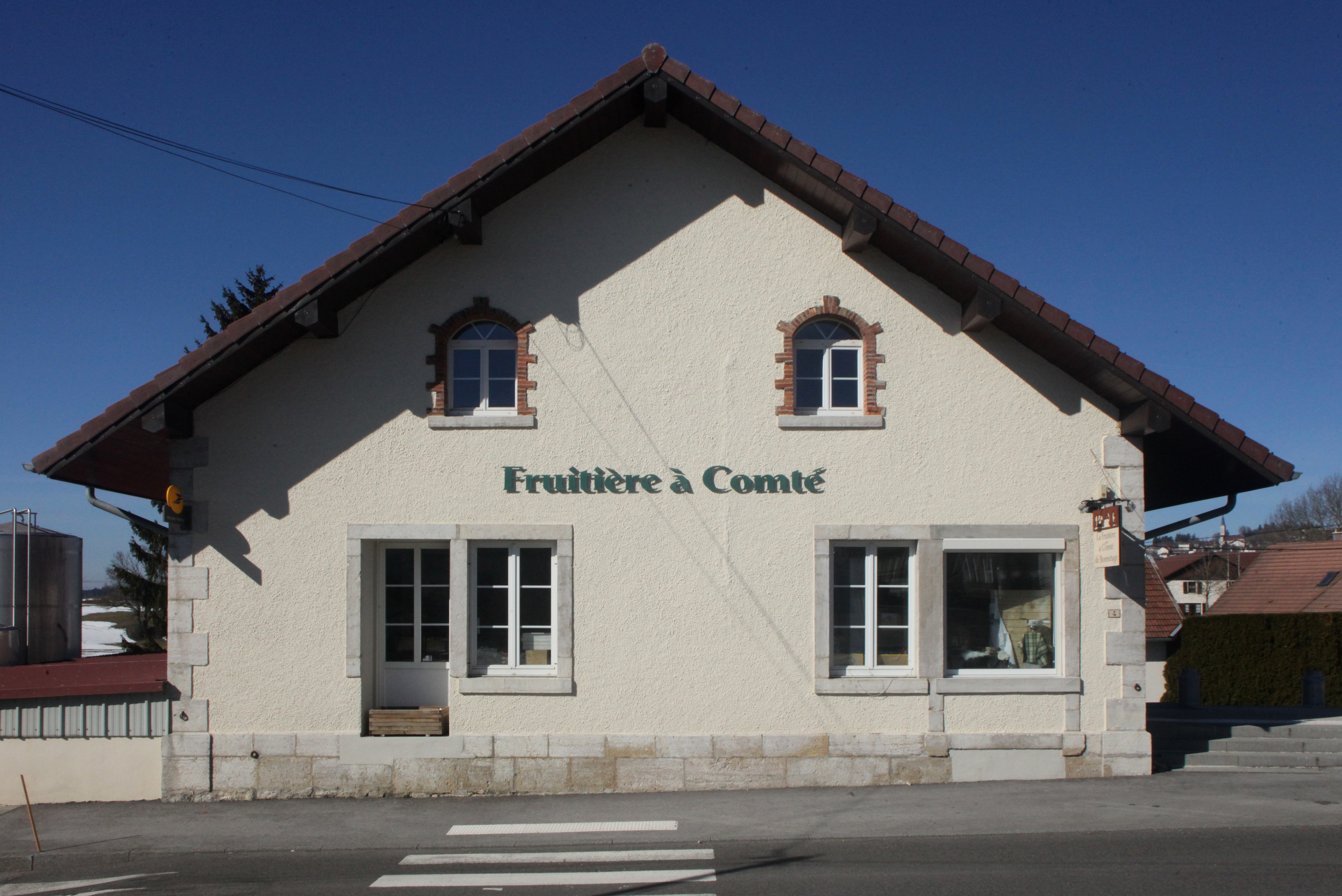
Fruitière.

### Personnalités liées à la commune
- Antoine-Sylvestre Receveur né en 1750 à Bonnétage. Prêtre français, fondateur de la communauté religieuse des sœurs de la retraite chrétienne des Fontennelles. Décédé en 1804 à Cercy-la-Tour.